# Conioscinella pumilio
Conioscinella pumilio är en tvåvingeart som först beskrevs av Becker 1916.  Conioscinella pumilio ingår i släktet Conioscinella och familjen fritflugor.
Artens utbredningsområde är Taiwan. Inga underarter finns listade i Catalogue of Life.